# プロテスト・ソングス
『 プロテスト・ソングス (原題: Protest Songs) 』は1989年6月にKitchenware Recordsから発売されたプリファブ・スプラウトの4thアルバム。『スティーヴ・マックイーン』に続くアルバムとして1985年9月にセルフプロデュースでレコーディングされたが未発表になっていて、実質的には3rdアルバムとなる。当初、バンドの1985年冬のUKツアー中にコンサート来場者向けに限定リリースされる予定だったが、10月に『スティーヴ・マックイーン』からのシングル "When Love Breaks Down" がヒットしたため、新しいアルバムが新しいファンを混乱させ『スティーヴ・マックイーン』のセールスを妨げると考えたライセンス先のCBSレコーズは、『プロテスト・ソングス』のリリースを無期限保留にした。アルバムは1989年6月にようやくリリースされた。アルバムのプロモーションはあまり行われず、シングルカットもされなかったにもかかわらず、全英アルバム・チャートで18位を記録した。

## 収録曲
| #   | タイトル                    | 作詞 | 作曲・編曲 | 時間 |
| --- | --------------------------- | ---- | ---------- | ---- |
| 1.  | 「The World Awake」         |      |            | 3:51 |
| 2.  | 「Life of Surprises」       |      |            | 4:05 |
| 3.  | 「Horse Chimes」            |      |            | 3:30 |
| 4.  | 「Wicked Things」           |      |            | 3:59 |
| 5.  | 「Dublin」                  |      |            | 4:18 |
| 6.  | 「Tiffanys」                |      |            | 3:49 |
| 7.  | 「Diana」                   |      |            | 3:38 |
| 8.  | 「Talkin' Scarlet」         |      |            | 3:20 |
| 9.  | 「Till the Cows Come Home」 |      |            | 3:44 |
| 10. | 「Pearly Gates」            |      |            | 4:36 |

## 収録メンバー
- パディ・マクアルーン / Paddy McAloon (ヴォーカル、ギター)
- マーティン・マクアルーン / Martin McAloon (ベース)
- ウェンディ・スミス / Wendy Smith (ボーカル、ギター、キーボード)
- ニール・コンティ / Neil Conti (ドラムス)

## データ
All songs composed by Paddy McAloon
Produced by Prefab Sprout
Photos by Lawrence J. Bogle